# نايجل ريو كوكر

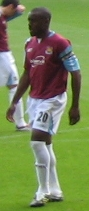
نايجل ريو كوكر

نايجل شولا أندري ريو كوكر (بالإنجليزية: Nigel Shola Andre Reo-Coke)‏، من مواليد 14 مايو 1984 في لندن في إنجلترا، لاعب كرة قدم إنجليزي.
بدأ مسيرته الكروية مع نادي ويمبلدون في عام 2002، ولعب معهم حتى عام 2004، وشارك معهم في 58 مباراة وسجل 6 أهداف، ومنذ عام 2004 وهو يلعب مع نادي وست هام يونايتد.

## روابط خارجية
- نايجل ريو كوكر على موقع الدوري الأمريكي (الإنجليزية)
- نايجل ريو كوكر على موقع قاعدة بيانات كرة القدم.إي يو (الإنجليزية)
- نايجل ريو كوكر على موقع Soccerbase.com (لاعب) (الإنجليزية)
- نايجل ريو كوكر على موقع Soccerway.com (الإنجليزية)
- نايجل ريو كوكر على موقع عالم كرة القدم.نت (الإنجليزية)
- نايجل ريو كوكر على موقع كووورة
- نايجل ريو كوكر على موقع AS.com (الإسبانية)